# Raël
Raël, född som Claude Vorilhon 30 september 1946 i Vichy, Frankrike, är ledare för den internationella organisationen Raëliska rörelsen, som tror att livet på jorden skapades av forskare och konstnärer från en annan planet. Organisationen har bland annat gjort sig känd för sitt förespråkande av mänsklig kloning.
Raël arbetade fram till 1973 som rallyförare och motorsportjournalist och drev en egen tidning. Han var även sångare, under artistnamnet Claude Celler.

## Tro
Den 13 december 1973 var han – enligt egen uppgift – med om en UFO-kontakt. Rael hävdar att han då blev kontaktad av en representant (Jahve) för en utomjordisk civilisation. Under de sex följande dagarna fick han ett budskap berättat för sig. Raël har publicerat budskapet i en bok, som har givits ut under den svenska titeln, "Budskapet från utomjordingar", och på engelska, "The Final message" samt "Intelligent design: Message from the designers".
Budskapet förklarar i korthet att livet på jorden har uppstått genom intelligent design på vetenskaplig väg genom genetisk ingenjörskonst. Dessa utomjordingar och deras farkoster har tidigare i historien uppfattats som gudar, änglar och andra fenomen. I Bibeln används till exempel ordet Elohim, "de som kom från himlen", för att beskriva dem och själva skapelseprocessen.
Efter kontakten den 13 december har Raël helt ägnat sig åt att bygga upp den internationella Raëliska rörelsen, samt att ge intervjuer, hålla föredrag och arrangera seminarier i självutveckling. Målet är bygga en ambassad för att den utomjordiska civilisationen – Elohim – ska kunna knyta en officiell kontakt med mänskligheten.